# Baviola vanmoli
Baviola vanmoli là một loài nhện trong họ Salticidae.
Loài này thuộc chi Baviola. Baviola vanmoli được Fred R. Wanless miêu tả năm 1984.